# Алеяй
Алеяй (Alėjai, Alėjai I) — село в Расейняйському районі, знаходиться на 10 км північно-західніше Расейняя, за 1 км — хутір Дегсняй.
1870 року в селі проживало 270 людей, 1979-го — 162, згідно з переписом 2001-го — 93.

## Принагідно
- Alėjai I
- Virtualūs Lietuvos miestų ir miestelių turai " Raseinių rajono savivaldybė " Alėjai [Архівовано 15 лютого 2015 у Wayback Machine.]

| Литва | Це незавершена стаття з географії Литви. Ви можете допомогти проєкту, виправивши або дописавши її. |